# Rogue (Grote Oceaan)

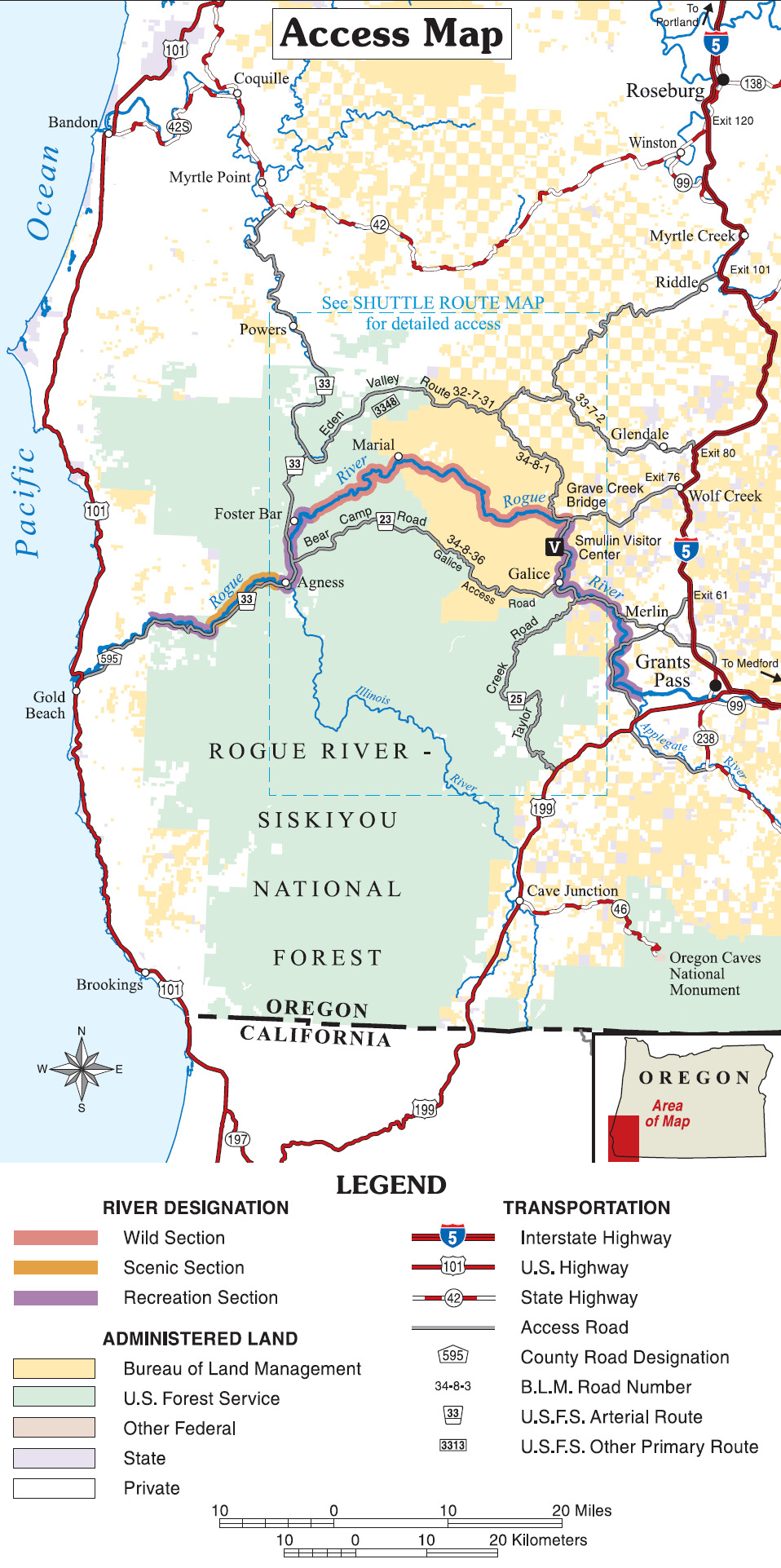
Engelstalige kaart van de loop van de rivier

De Rogue is een rivier in het zuidwestelijk deel van de Amerikaanse staat Oregon. De rivier ontspringt in de Cascade Range (in het Rogue-Umpqua Divide Wilderness Area) en stroomt met een boog in westelijke richting naar de Grote Oceaan, waar ze uitmondt bij de plaats Gold Beach. De Rogue is 344 kilometer lang, waarvan 134 kilometer deel door de overheid is bestempeld als National Wild and Scenic River en 64 kilometer door een ontoegankelijke kloof verlopen. De grootste zijrivier is de Illinois.
De rivier heeft sterke stroomversnellingen en is daardoor populair onder wildwaterrafters. Daarnaast varen er jaarlijks ongeveer 114.000 mensen per jetboot over de rivier. Beide sporten staan onder toezicht, waarbij rafters een toegangsbewijs moeten aanvragen. Door het verhoogde gebruik voor recreatie (in 1991 werden al 700.000 bezoekers geteld) zijn verdere beperkingen ingesteld op de delen die als 'Wild and Scenic' zijn aangewezen.

Een McKenzie River dory (roeiboot) op de rivier stroomafwaarts van het Lost Creekmeer
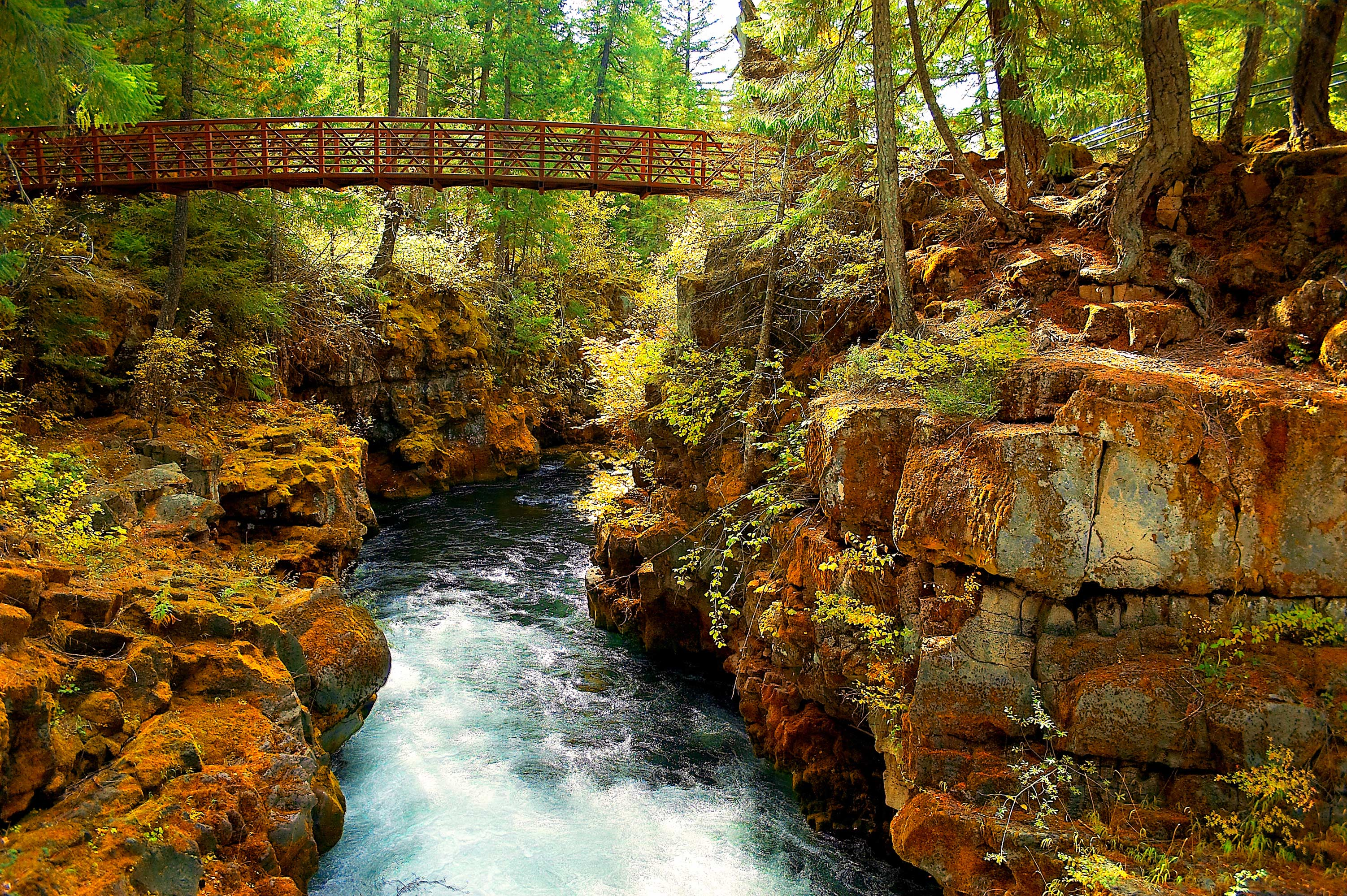
De rivier in de kloof (Rogue River Gorge)
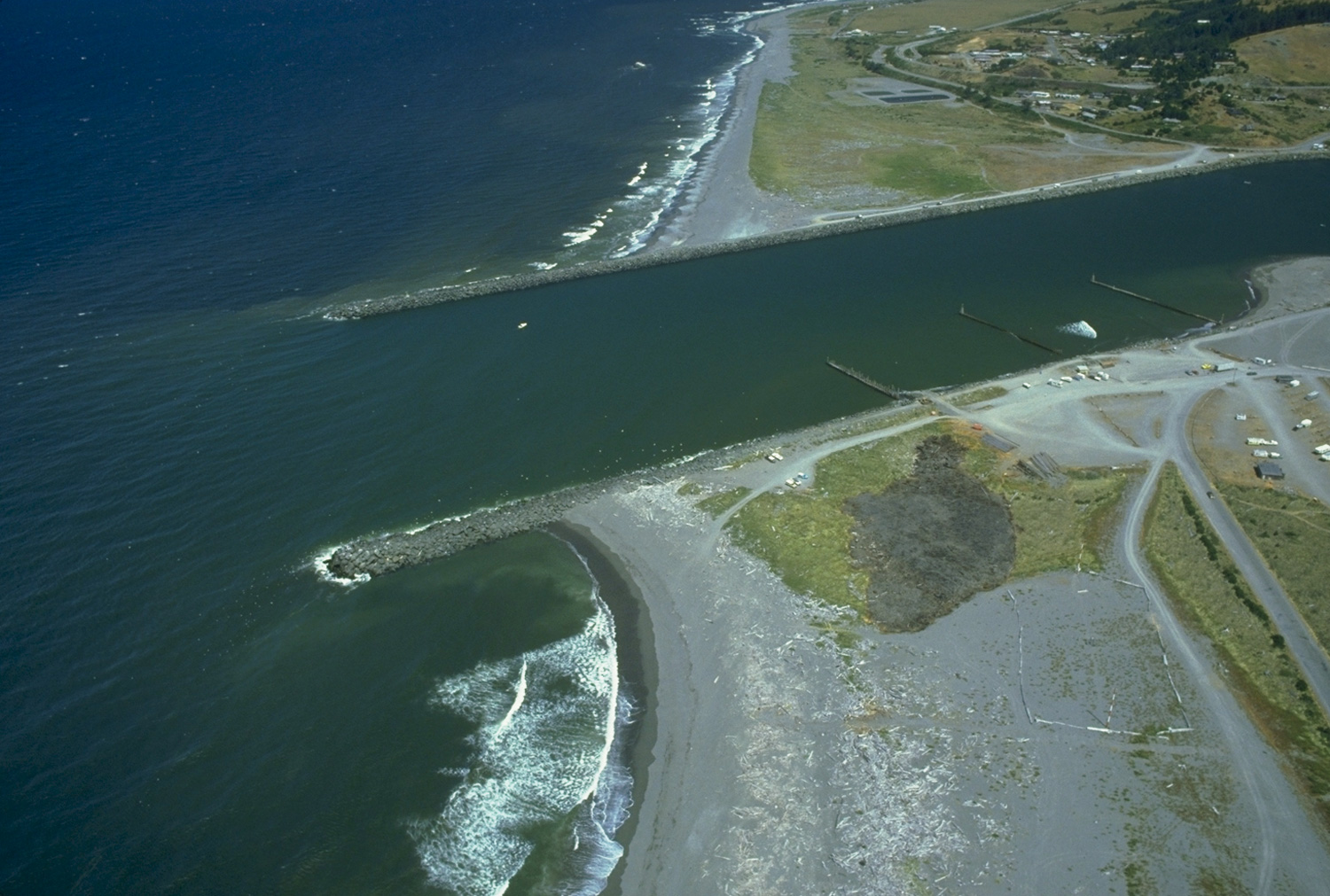
De rivier bij de monding

- National Archives and Records Administration: 10038685
- Nationale Bibliotheek van Israël: 987007558720405171
- Virtual International Authority File: 315147478